# شبكة بايزية
الشبكة البايزية (بالإنجليزية: Bayesian network)‏ هي مخططات موجهة غير حلقية مؤلفة من مجموعة عقد تمثل متغيرات مختلفة ومجموعة أقواس تمثل العلاقات الاعتمادية (غير المستقلة) dependence relation بين هذه المتغيرات.
إذا كان هناك قوس يتجه من العقدة A إلى العقدة B، عندئذ يمكن أن نقول أن العقدة A هي والد أو أصل العقدة B. إذا كانت للعقدة قيمة معروفة (ثابتة) عندئذ تدعى (عقدة تأكيد) evidence node. يمكن للعقد أن تمثل أي نوع من أنواع المتغيرات : قياسات، مؤشرات (معالم) parameter، أو فرضيات hypothesis.
تدعى أيضا شبكات الاعتقاد البايزي Bayesian belief network أو اختصارا شبكات الاعتقاد belief network ولها تطبيقات عديدة في حقل المعلوماتية الحيوية.
تمثل الشبكات البايزية التوزيع الاقتراني للمتغيرات كافة الممثلة بعفد الشبكة. إذا افترضنا المتغيرات التالية : X(1),..., X(n). وليكن مصطلح أصول(A) التعبير عن مجموعة العقد المتصلة بالعقدة A. عندئذ يكون التوزيع الاقتراني للمتغيرات من
X(1) إلى X(n) مثل جداء التوزيعات الاحتمالية :
{\displaystyle \Pr(X(i)\mid \operatorname {parents} (X(i))}
من اجل : i الذي يأخذ قيما من 1 إلى n.
إذا لم تكن للعقدة والد (أصل) عندئذ يكون توزعها الاحتمالي غير شرطيا unconditional، وإلا فإن توزعها الاحتمالي يدعى شرطي (عندما يكون لها والد).

## اقرأ أيضا
- حقل ماركوف العشوائي

## وصلات خارجية
- صفحة يمكن تنزيل برنامج بناء شبكات بايزية منها